# Wakkerprijs
De Wakkerprijs is een onderscheiding die jaarlijks wordt uitgereikt aan politieke gemeenten in Zwitserland voor voorbeeldig behoud en onderhoud van het plaatsbeeld. De prijs wordt uitgereikt door de Schweizer Heimatschutz/Patrimoine suisse (non-profit-organisatie voor bescherming en behoud van thuisland/geboortegrond, ook wel SHS) sinds 1972. De uitreiking wordt beloond met 20.000 Franken. De prijs is naar de zakenman Henri-Louis Wakker vernoemd, die de SHS een deel van zijn vermogen schonk.
In het begin werden voornamelijk de gemeenten beloond, die bijzondere inspanningen hadden geleverd voor het behoud van historisch centra van plaatsen en oude delen van de stad. Tegenwoordig worden echter ook gemeenten geëerd, die hun lokaal beeld verder ontwikkelen vanuit een bepaald actueel gezichtspunt en revalueren. Dit kan bijvoorbeeld het nieuwe gebruik van oude industriële gebouwen of de succesvolle aaneenschakeling van oude en nieuwe gebouwen zijn.

## Criteria
Gemeenten die de Wakkerprijs ontvangen, moeten aan de volgende criteria voldoen:
- Zichtbare, kwalitatieve vordering en revaluatie van het lokale beeld volgens eigentijdse criteria
- Respectvolle omgang met oude regelingsstructuren en de bestaande gebouwen
- Actieve inzet voor bovengemiddelde architecturale kwaliteit, waarbij de gemeente als goed voorbeeld naar voren komt
- Actuele plannen voor het gebied ten gunste van de ontwikkeling in de zin van de Wakkerprijs
- Voor de algemene evaluatie bepalen landschap- en milieubescherming, duurzaamheid, verkeersplannen en woonkwaliteit

## Onderscheiden gemeenten
| - 2018: Riom GR (in Graubünden) - 2017: Sempach - 2016: Rheinfelden - 2015: Bregaglia - 2014: Aarau - 2013: Sitte - 2012: Köniz - 2011: Lausanne West (Bussigny-près-Lausanne, Chavannes-près-Renens, Crissier, Ecublens, Prilly, Renens, Saint-Sulpice, Villars-Sainte-Croix und Lausanne) - 2010: Fläsch - 2009: Yverdon-les-Bains | - 2008: Grenchen - 2007: Altdorf - 2006: Delémont - 2004: Biel/Bienne - 2003: Sursee - 2002: Turgi - 2001: Uster - 2000: Genève - 1999: Hauptwil-Gottshaus - 1998: Vrin - 1997: Bern - 1996: Bazel - 1995: Splügen - 1994: La Chaux-de-Fonds - 1993: Monte Carasso - 1992: Sankt Gallen - 1991: Cham - 1990: Montreux | - 1989: Winterthur - 1988: Porrentruy - 1987: Bischofszell - 1986: Diemtigen - 1985: Laufenburg - 1984: Wil - 1983: Muttenz - 1982: Avegno - 1981: Elm - 1980: Solothurn - 1979: Ernen - 1978: Dardagny - 1977: Gais - 1976: Grüningen - 1975: Guarda - 1974: Wiedlisbach - 1973: Saint-Prex - 1972: Stein am Rhein |

## Onderscheiden organisaties
In 2005 een 2018 werd als uitzondering geen stad maar een (overheids)organisatie onderscheiden.
- 2018: Kulturstiftung Origen[1]
- 2005: Zwitserse federale spoorwegen